# Mycocaliciaceae
Mycocaliciaceae is een botanische naam, voor een familie van schimmels in de orde Mycocaliciales. Volgens de Index Fungorum bestaat de familie uit de volgende geslachten: Asterophoma - Chaenothecopsis - Mycocalicium - Phaeocalicium - Stenocybe. Het typegeslacht is Mycocalicium.